# Veľká nad Ipľom
Veľká nad Ipľom (em húngaro: Vilke) é um município da Eslováquia, situado no distrito de Lučenec, na região de Banská Bystrica. Tem 24,42 km² de área e sua população em 2018 foi estimada em 923 habitantes.

## Demografia
| Ano:        | 1994 | 2004   | 2014   | 2024   |
| ----------- | ---- | ------ | ------ | ------ |
| Broj ljudi: | 882  | 943    | 940    | 954    |
| Razlika:    |      | +6,91% | -0,31% | +1,48% |

| Ano:               | 2023 | 2024   |
| ------------------ | ---- | ------ |
| Número de pessoas: | 949  | 954    |
| Diferença:         |      | +0,52% |